# 人工粘性
人工粘性（じんこうねんせい、英: Artificial Viscosity）とは、数値流体力学において、差分法の離散化誤差に起因して発生する拡散流束。運動方程式の分子粘性に対応させて人工粘性と呼ばれる。数値粘性、人工拡散、数値拡散（numerical diffusion）、擬似拡散とも呼ばれる。ジョン・フォン・ノイマンとロバート・リヒトマイヤーによって発明された。
基本的には誤差であるが、ある種の問題には有用であり、現代の高度なジェットエンジンやロケットエンジン等の開発には必要不可欠な概念である。

## 利用
数値粘性は高次スキームで生じる数値的振動を局所的に抑えることができるため、衝撃波のような、流れが不連続になるところがある問題で安定に計算を進めるのに有効な手法である。
流体力学の計算では、衝撃波の前後で物理量の不連続に起因する数値誤差から、保存則が破れて正しい計算結果を得ることが出来ない。人工粘性とは、このような数値計算上の欠陥を補正するために導入された人工的な粘性項で、解の振動現象を止める収束の技法の一つとして用いられる。
流体力学の問題を計算する時には、計算すべき計算格子が多くなりすぎるという問題があり、計算によって現象を予測することを困難にしていた。そこで、人工粘性という数学的な道具を用いることで、見かけ上、放物型偏微分方程式の差分近似に置き換えることに成功した。これによって基本的な物理学特性を損なわずに、流体力学的不安定性を持つ衝撃の伝播を計算しやすい形で表現することができるようになった。
この概念の導入によって流体のコンピューターシミュレーションが高い精度で可能となった。
マンハッタン計画における爆縮レンズの開発に必要な計算を可能にし、原爆を実用化させた重要な発明の一つでもある。ただし、原爆の関係事項が軍事機密であったため、この概念が発表されたのは1950年になってからだった。